# Christliche Metaphysik
|  | Dieser Artikel wurde aufgrund von akuten inhaltlichen oder formalen Mängeln auf der Qualitätssicherungsseite des Portals Christentum eingetragen. Bitte hilf mit, die Mängel dieses Artikels zu beseitigen, und beteilige dich bitte an der Diskussion. |

Christliche Metaphysik bezeichnet das spezifisch Christliche innerhalb der philosophischen Disziplin der Metaphysik, wie sie durch Aristoteles grundgelegt wurde.

## Christliche Metaphysik in der Moderne
Die Hoch-Zeit der Christlichen Metaphysik lag, mit ihren beiden bedeutendsten Repräsentanten Thomas von Aquin und Johannes Duns Scotus, im Mittelalter. Es soll aber nicht verkannt werden, dass Augustinus, Bischof von Hippo Regius, insofern er als der geistige Vater des Mittelalters anzusehen ist, das, in seiner Theorie der Illumination, in entscheidender Weise vorgeprägt hat, was später Christliche Metaphysik genannt wurde. (Jaspers, 1979: 152; Camus, 1978: 128; Forschner, 2006: 238; Honnefelder, 2005: 192; Horn, 2012: 184; Hessen, 1931: 328)
Als die beiden bedeutendsten Neubegründungen der Christlichen Metaphysik in der Moderne dürfte das Werk des französischen Philosophen Étienne Gilson und das des deutschen Philosophen Peter Wust angesehen werden. Étienne Gilson, der als einer der wichtigen und ernstzunehmenden Philosophiehistoriker des Mittelalters in dem 20. Jahrhundert gilt, erstreitet in einer Vielzahl seiner Werke die These, dass das Katholische Mittelalter in den großangelegten Summen und Kommentaren seiner bedeutendsten Repräsentanten eine dezidiert Christliche Philosophie entwerfe, die auf dem Glauben der Bibel beruhe. Hingegen verweist Peter Wust auf den Umstand, dass ein von Max Scheler ausgehender christlicher Existentialismus nur unter den Prämissen einer Christlichen Metaphysik zu denken sei. Das Werk Erwin Reisners „Die Geschichte als Sündenfall und Weg zum Gericht. Grundlegung einer christlichen Metaphysik der Geschichte“ blieb indes unbeachtet. (Wouters, 1999: 184; Gilson/Böhner; 1937: 620; Wust, 1920: 284; Reisner, 1929: 304)

## Christliche Metaphysik in der Gegenwart
Für die Gegenwart, hinsichtlich des Gelingens einer Christlichen Metaphysik, dürften drei außerordentliche ontologische und theologische Denker Priorität für sich beanspruchen: Gustav Siewerth, Hans Urs von Balthasar und Ferdinand Ulrich. Siewerth will dezidiert moderner katholischer Philosoph sein, der eine Synthese von Thomas von Aquin in der Rezeption Martin Heideggers versucht. Vor allem aber in seiner Schrift „Metaphysik der Kindheit“ bemüht er sich um „eine Ausfaltung thomistischer Grundlehren“, die auf Ausgestaltungen einer Christlichen Metaphysik hinzuweisen vermögen.
Noch bedeutender, als das Denken Gustav Siewerths, erscheint für das Erfassen einer Christlichen Metaphysik das umfassende Werk Hans Urs von Balthasar dessen Umfassendheit und Tiefgründigkeit in diesem Zusammenhang auch nur anzureißen unmöglich ist. Es sei dabei auf das Buch Werner Lösers hingewiesen, „Geschenkte Wahrheit. Annäherung an das Werk Hans Urs von Balthasars“, in dem er in Kapitel 7 „Der christliche Beitrag zur Metaphysik. Hans Urs von Balthasar im Gespräch mit Martin Heidegger“ auf vier Punkte hinweist, die zu beachten für eine Christliche Metaphysik nützlich sein könnten: 1. Von Balthasars Weg mit Heideggers Philosophie. 2. Die Anregungen Erich Przywaras. 3. Das Erbe des Thomas von Aquin. 4. Metaphysik unter dem Licht des Glaubens. (Löser, 2015: 350)
Als dritter in dieser Reihe versteht sich Ferdinand Ulrich als unentdeckter, noch zu entdeckender Denker einer Christlichen Metaphysik, die er in dem ersten Bande seiner „Schriften“, „Homo abyssus“. Das Wagnis der Seinsfrage und in deren fünftem Band „Gabe und Vergebung“. Ein Beitrag zur biblischen Ontologie grundzulegen und weiter zu entwickeln sucht.

Neben diesen drei immens wichtigen Denkern muss sich ein Werk des frühen Hans Blumenberg einreihen lassen, das den Titel „Beiträge zum Problem der Ursprünglichkeit der mittelalterlich-scholastischen Ontologie“ trägt, in welchem er, bisher von der philosophischen Forschung unerkannt, auf die Grundanliegen einer Christlichen Metaphysik zu sprechen kommt. Blumenberg, unter dem Abschnitt „Schöpfung und Seinsgrund bei Augustinus“, schreibt: 
„Die griechische kosmologische Metaphysik und der biblische personale Schöpfungsgedanke treten in ihre entscheidende Auseinandersetzung bei Augustinus ein. Das Ergebnis muß angesichts der Stellung, die Augustinus dem Mittelalter gegenüber als Repräsentant der Patristik einnimmt, bestimmend sein für die ganze weitere Entwicklung der Frage nach dem Seinsgrund innerhalb der christlichen Metaphysik. Es wird hierbei letztlich darum gehen, ob die antiken Kategorien in der Interpretation des Schöpfungsgedankens lediglich in der Funktion des aus vertrauter Wirklichkeitssicht entnommenen und die Kontinuität der Erfahrung versichernden Rüstzeuges auftreten oder ob die ihnen zugrunde liegenden ontologischen Interpretationsweisen beherrschend in die neue Konzeption mit eintreten.“ (Bl. 24)
Aus welchen Gründen dieses frühe Werk Blumenbergs, das zu den wichtigsten Schriften aus deutscher Hand über das katholische Mittelalter zu rechnen ist, bisher in gar keiner Weise Aufnahme in der Forschung gefunden hat, bleibt unerklärlich. Stellt es doch eine Auseinandersetzung mit dem Katholischen Mittelalter mittels des grundlegenden Begriffes der Ursprünglichkeit, der bisher nur in der Sprache der Mystik Verwendung gefunden hat, dar.
Weitere moderne Vertreter einer christlichen Metaphysik sind u. a. Bernhard Lakebrink, Josef Pieper, Robert Spaemann, Alois Dempf, Henry Deku, Walter Brugger, Johannes Baptist Lotz, Josef de Vries und Vincent Berning.